# Grolsch

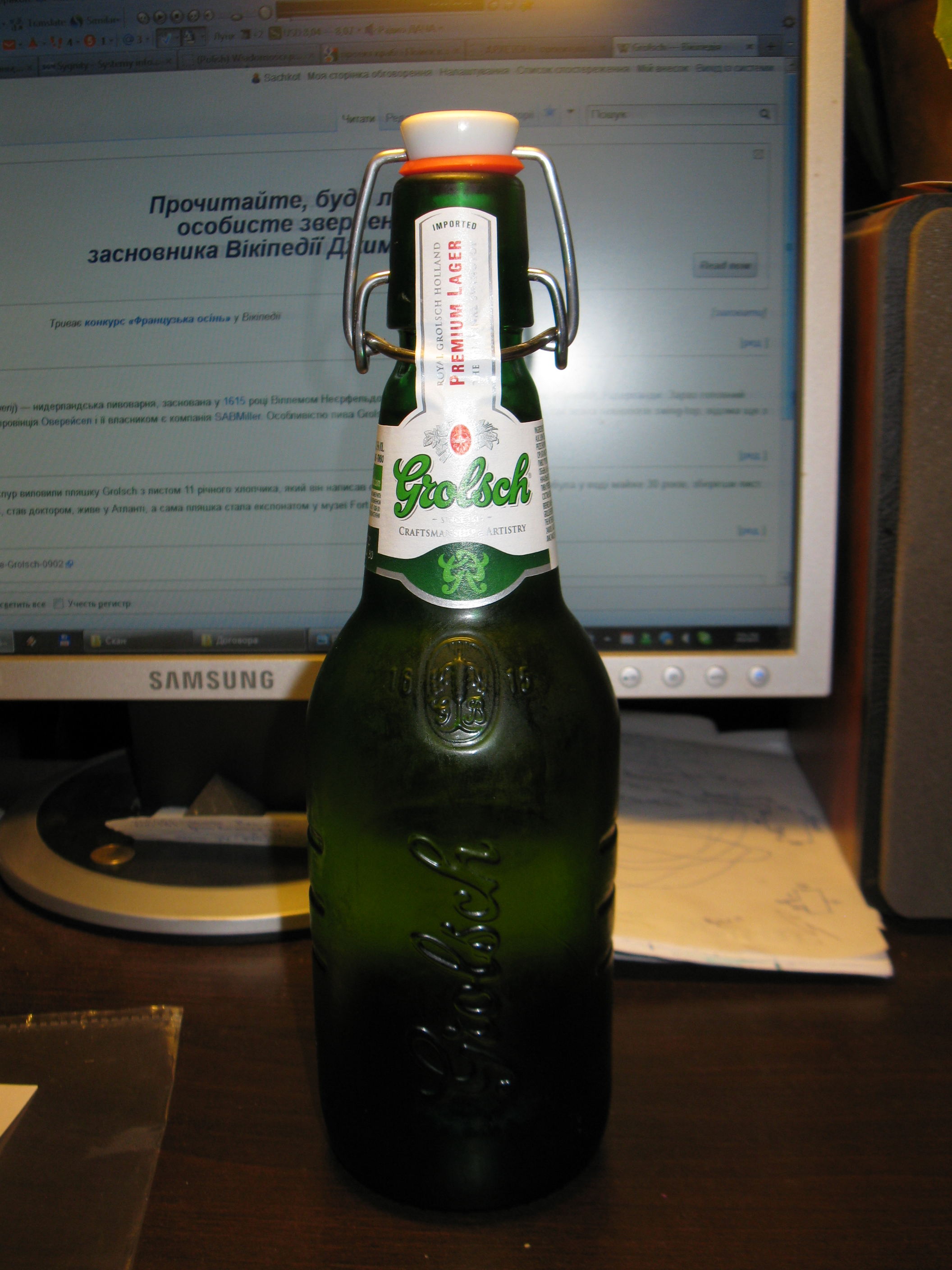
Пляшка пива Grolsh

Grolsch МФА: [ɣrɔls] (Grolsche Bierbrouwerij) — нідерландська пивоварня. Нагороджена титулом Koninklijk (Королівська) у 1995 році.

## Історія
Компанію Grolsch започаткував Віллем Нерфельдт (Willem Neerfeldt) у 1615 році в місті Грунло (Groenlo), Нідерланди. Через збільшений запит у 1895 році відкрито ще один завод недалеко від Енсхеде. Щоб об'єднати наявні виробництва в одне, у 1988 році почали будувати новий завод у Енсхеде, відкритий 7 квітня 2004 року. Сам факт будівництва терміном 16 років свідчить про те, що нова виробнича лінія — одна з найновітніших та екологічно чистих броварень у світі.
19 листопада 2007 Grolsch була продана третій по величині пивоварній компанії світу SABMiller за 816 мільйонів євро, що їй тепер і належить. Тепер головний офіс компанії перебуває в місті Енсхеде, провінція Оверейсел.

## Дизайн пляшки
Особливістю пива Grolsch є пляшка з відкидним корком, так звана технологія swing-top, відома ще з 1898 року. Пляшки цього типу використовують поворотно-зсувну кришку, усуваючи необхідність використання відкривачки. Коричнева пляшка для внутрішнього ринку вміщувала 0,45 л пива, в той час як об'єм зеленої пляшки, призначеної для експорту був трохи більшим — 467 мл. У 2008 році було представлено пляшку тонкого дизайну, яка вміщувала 0,45л і використовувалась як для внутрішнього ринку, так і на експорт.
На важіль відкриття пляшки наноситься етикетна, щоб захистити продукт від фальсифікацій. Пробка спочатку виготовлялася з порцеляни, тепер — з пластику. Пляшки з порцеляновою пробкою все ще знаходяться в обігу в Нідерландах. Вони користуються популярністю у домашніх використанні, оскільки є дуже міцними і легко можуть бути запечатані вручну. У Північній Америці, однак, традиційні металеві кришки пляшок Grolsch стають все більш поширеними.

## Цікаві факти
У водах річки Саванна, що біля острова Кокспур виловили пляшку Grolsch з листом 11 річного хлопчика, який він написав сам собі в майбутньому. Пляшка пробула у воді майже 30 років, зберігши лист. Зараз лист доставлений адресату, який виріс, став доктором, живе у Атланті, а сама пляшка стала експонатом у музеї Fort Pulaski.